# 広島県道244号福山港線
広島県道244号福山港線（ひろしまけんどう244ごう ふくやまこうせん）は、広島県福山市を通る一般県道である。

## 概要
福山市引野町から福山市手城町4丁目に至る。福山港に至る県道としては広島県道207号福山港用之江線（現：岡山県道・広島県道3号井原福山港線）とともに最初に認定された路線である。後に広島県道260号福山港松浜線が加わるが、一つの港に対して3路線も県道が設定されている例は珍しい。

### 路線データ
- 起点：福山市引野町（沖浦橋交差点（福山港[1]）、岡山県道・広島県道3号井原福山港線終点）
- 終点：福山市手城町4丁目（明神町（みょうじんちょう）交差点、国道2号、国道182号終点、国道314号起点）
- 総延長：1.8 km

## 歴史
- 1971年（昭和46年）4月27日 - 広島県告示第436号により広島県道71号福山港線として認定される。

前身は広島県道244号津之下東深津線。福山市引野町で本路線と広島県道207号・岡山県道福山港用之江線に分割された。
- 1972年（昭和47年）11月1日 - 都道府県道標識設定に伴う広島県の県道番号再編により現行の路線番号に変更される。

## 路線状況
入江大橋北詰交差点 - 明神町交差点間は国道182号の延長的道路という性格もあって国道182号と誤解している人が多い。そのことはかつて本路線下りの入江大橋北詰交差点手前の案内標識の右折方向が誤って国道182号と表示されていたことでもうかがえる。
岡山県道・広島県道3号井原福山港線との境は本路線を上り方向（東向き）に走ってきた場合、最初に岡山県道・広島県道3号井原福山港線の県道標識がある地点である。つまり、岡山県道・広島県道3号井原福山港線を下り方向（西向き）に走ってきた場合この県道標識の表面は見えないため、どこで切り替わったか気付きにくい。さらに起点 - 入江大橋北詰交差点間には一切本路線の県道標識はなく、入江大橋北詰交差点 - 明神町交差点間のような県道標識の整備が望まれている。
手城大橋（東）交差点、入江大橋北詰交差点、明神町交差点と日中渋滞が頻発する交差点が多い。

### 通称
- 鋼管道路

### 道路施設

#### 橋梁
- 手城大橋（手城川、福山市東手城町2丁目）

## 地理

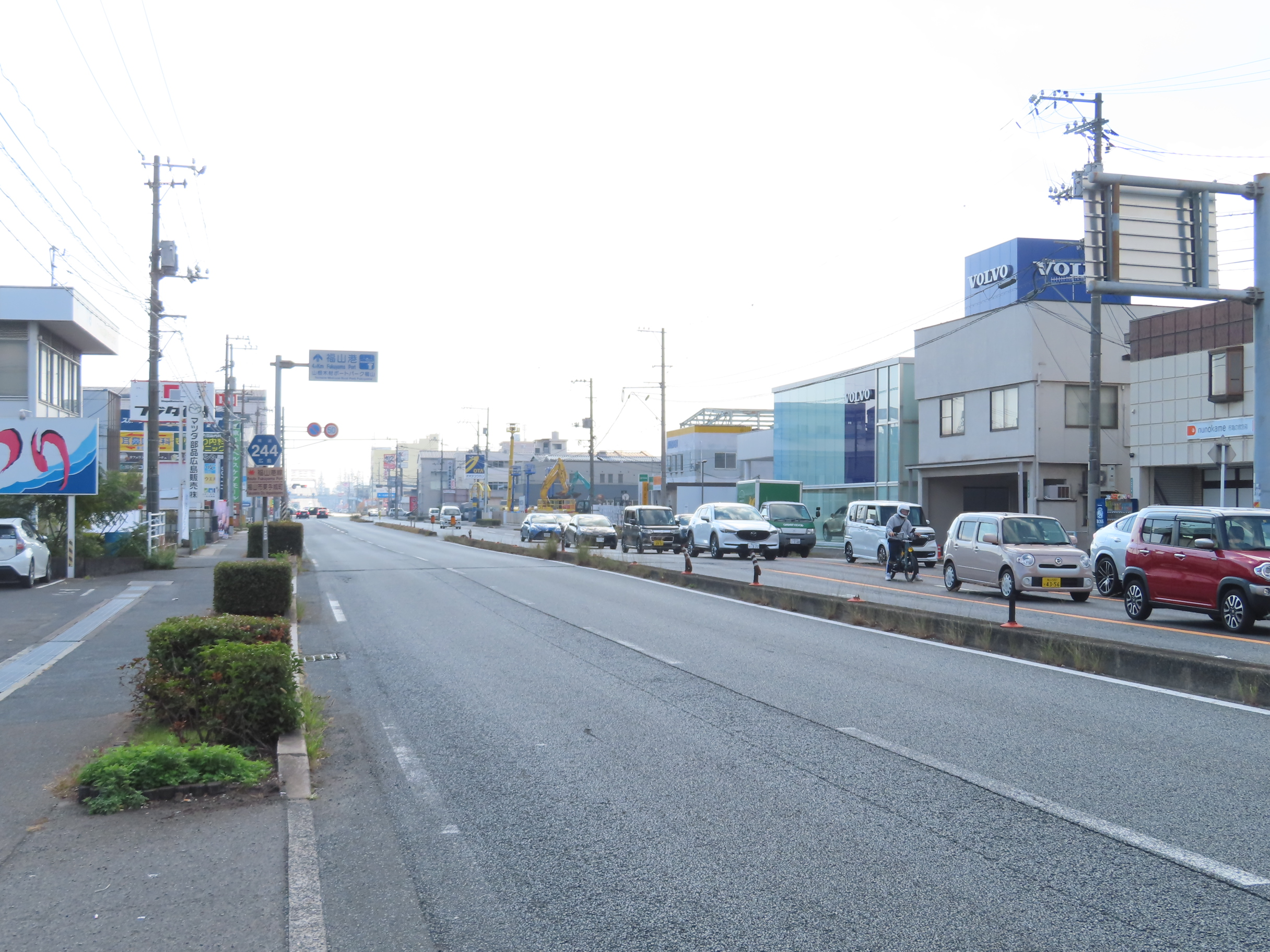
福山市東手城町（2022年11月撮影）

### 通過する自治体
- 福山市

### 交差する道路
| 交差する道路                      | 交差する場所  | 交差する場所                            |
| --------------------------------- | ------------- | --------------------------------------- |
| 岡山県道・広島県道3号井原福山港線 | 引野町        | 沖浦橋交差点 / 起点                     |
| 広島県道380号水呑手城線           | 南手城町4丁目 | 入江大橋北詰交差点                      |
| 国道2号 国道182号 国道314号       | 手城町4丁目   | 明神町（みょうじんちょう）交差点 / 終点 |

### 沿線
- 福山港
- 福山市立手城小学校
- 福山市立一ツ橋中学校
- 福山港湾合同庁舎